# Dietrich Sommerschuh
Dietrich Sommerschuh (* 7. April 1935 in Oelsnitz, Erzgebirge; † 2. Mai 2022 in Nürnberg) war ein deutscher Kommunalpolitiker der SPD. Von 1. Juli 1972 bis 30. April 1990 war er Landrat des Landkreises Fürth. Sommerschuh war verheiratet, aus der Ehe stammten zwei Töchter. 

## Leben

### Berufliche Laufbahn
Sommerschuh war von Beruf Diplomkaufmann. 1963 legte er an der Wirtschafts- und Sozialwissenschaftlichen Fakultät der Friedrich-Alexander-Universität Erlangen-Nürnberg seine Doktorarbeit mit dem Thema Der Emissionskurs bei der Begebung junger Aktien industrieller Großunternehmungen vor.

### Politische Laufbahn
Die Landratswahl 1972 nach der Gebietsreform in Bayern gewann Sommerschuh mit über 60 % der Stimmen gegen den CSU-Kandidaten Freiherr von Landsberg-Velen mit 38,9 % der Stimmen (zum Ergebnis trug wohl auch der bundesweite Aufschwung der SPD bei, seitdem Willy Brandt 1969 Bundeskanzler geworden war). Er löste damit Heinrich Löffler ab. Bei der Aufstellung von Sommerschuh hatte es Querelen mit dem innerparteilichen Gegenkandidaten Willi Rosskopf aus Langenzenn gegeben, der nach seiner Nichtaufstellung 1972 aus der SPD austrat und sich als parteiloser Kandidat von der CSU nominieren ließ.
In Sommerschuhs Amtszeit fielen unter anderem die Errichtung der drei Gymnasien in Oberasbach, Langenzenn und Stein und der Ausbau der Rothenburger Straße mit der Neukonstruktion der Fernabrücke über die Rednitz sowie der Bau der Verbindungsstraße West von Dambach nach Altenberg und die Neuordnung der Bundesstraße 8 mit der Ortsumgehung von Langenzenn. Außerdem setzte er sich für den Wiederaufbau der Cadolzburg ein. Besonderes Anliegen war ihm die Förderung der Brauchtumspflege. Der Landkreis ehrte ihn mit dem Ehrenring.
Bei der Kommunalwahl 1990 verlor Sommerschuh sein Amt an Gabriele Pauli (bis 2007 CSU). 
Nach der Wiedervereinigung Deutschlands war Sommerschuh vom 16. Juni 1992 bis zum  31. Juli 1994 Geschäftsführer des Sächsischen Landkreistages.
In den Jahren 2000/2001 war Sommerschuh Mitglied in einem von der Landessynode eingesetzten Ausschuss, der eine Finanzaffäre der evangelischen Kirche in München aufklären sollte.

### Privates
Sommerschuh war evangelischen Bekenntnisses. Er lebte in Großhabersdorf.